# Semema
En semántica y lingüística estructuralista, se denomina semema al significado abstracto de un morfema, ya sea un gramema o lexema, descomponible en oposiciones binarias denominadas semas.
La lingüística comparada estudia el campo en el que se establecen las correspondencias sistemáticas entre fonemas y sememas (por una parte sonidos y por la otra unidades de significado) de las palabras calco (también llamadas cognadas). Por medio de la comparación entre las lenguas vivas ya agrupadas se intenta reconstruir el antepasado común, perdido en muchos casos.
Para la glosemática existe una unidad básica de significado menor, el noema, que es cada uno de los rasgos semánticos del semema.
En algunas ramas de la filosofía del lenguaje también se usa el término semema para referirse a un signo lingüístico en diversos paradigmas del estructuralismo.